# ビーバークリーク (オハイオ州)
ビーバークリーク（英: Beavercreek）は、アメリカ合衆国オハイオ州南西部グリーン郡の都市である。デイトン大都市圏に属し、その郊外部ではケタリング市に次いで第2位の大きさである。2010年の国勢調査では人口45,193 人だった。
この地域には1800年代初期に入植された。ビーバークリーク・タウンシップの一部としてあったものが、1980年2月に法人化され、ビーバークリーク市となった。そのタウンシップには、トレバインと呼ばれる地域が含まれている。市内には、ビーバークリークゴルフクラブ（パブリック）とカントリークラブ・オブ・ノース（私営）という2つのゴルフ場がある。市民の多くは近くにあるライト・パターソン空軍基地で働いている。モール・アット・フェアフィールド・コモンズとグリーンタウン・センターと、2つのショッピングセンターがある。法人化された地域の住人の数では、地域でデイトンとケッタリングに次いで第3位である。2007年、雑誌「マネー」により住みたい場所100傑の第84位にランクされた。
米空軍資材コマンドの副司令官であり、アメリカ空軍では最高位（2010年1月1日時点）にある女性、ジャネット・C・ウルフエンバーガー大将 （四つ星階級章）がビーバークリークの出身であり、1976年にビーバークリーク高校を卒業した。

## 地理
ビーバークリーク市は北緯39度43分46秒 西経84度3分44秒 / 北緯39.72944度 西経84.06222度 (39.729359, -84.062310)に位置している。デイトン市中心街から東約5マイル (8 km) にある。
アメリカ合衆国国勢調査局に拠れば、市域全面積は26.44平方マイル (68.5 km2)であり、このうち陸地26.40平方マイル (68.4 km2)、水域は0.04平方マイル (0.10 km2)で水域率は0.15%である。

## 人口動態
収入と家計（2015年の推計値）
- 収入の中央値
  - 世帯: 81,379米ドル
  - 家族: 98,387米ドル
  - 性別
    - 男性（フルタイム・通年勤務）: 66,900米ドル
    - 女性（フルタイム・通年勤務）: 52,215米ドル
- 労働者1人あたり収入: 47,105米ドル
- 貧困線以下
  - 対人口: 5.2%
  - 対家族数: 2.7%
  - 18歳未満: 4.3%
  - 65歳以上: 3.9%

### 2010年国勢調査
以下は2010年の国勢調査による人口統計データである。
| 基礎データ - 人口: 45,193 人 - 世帯数: 18,195 世帯 - 家族数: 12,542 家族 - 人口密度: 661.0人/km2（1,711.9人/mi2） - 住居数: 19,449 軒 - 住居密度: 284.4軒/km2（736.7軒/mi2） 人種別人口構成 - 白人: 88.5% - アフリカン・アメリカン: 2.5% - ネイティブ・アメリカン: 0.2% - アジア人: 5.9% - その他の人種: 0.5% - 混血: 2.3% - ヒスパニック・ラテン系: 2.6% | 年齢別人口構成 - 18歳未満: 22.6% - 18-24歳: 8.5% - 25-44歳: 24.8% - 45-64歳: 29.6% - 65歳以上: 14.3% - 年齢の中央値: 40歳 - 性比（女性100人あたり男性の人口） - 総人口: 99.4 世帯と家族（対世帯数） - 18歳未満の子供がいる: 30.0% - 結婚・同居している夫婦: 58.9% - 未婚・離婚・死別女性が世帯主: 6.8% - 非家族世帯: 31.1% - 単身世帯: 24.9% - 65歳以上の老人1人暮らし: 8% - 平均構成人数 - 世帯: 2.47人 - 家族: 2.98人 |

## 市政府
ビーバークリーク市は7人の委員による市政委員会が統治している。委員は市全体を選挙区に選ばれ、任期は4年間であり2年毎に半数が改選される。委員は奇数年の選挙で選出され、偶数年から委員を務める。最近の選挙で最高得票となった者が2年間市長を務める。市長は委員会を主宰し、市を代表して行事に出席し、その他儀礼的任務を負う。委員は連続して2期までは再選を求められる。
市マネジャーは市政委員会が指名し、市の憲章に従って行政官の長を務める。市組織全体の管理と監督を行い、市政委員会が決めた政策、計画、規則に従い、効率と有効性を追求する。市マネジャーは市の政策、執行、計画の形成に関して市政委員会に提案を行い、助言、情報提供、調査実行を行う責任がある。

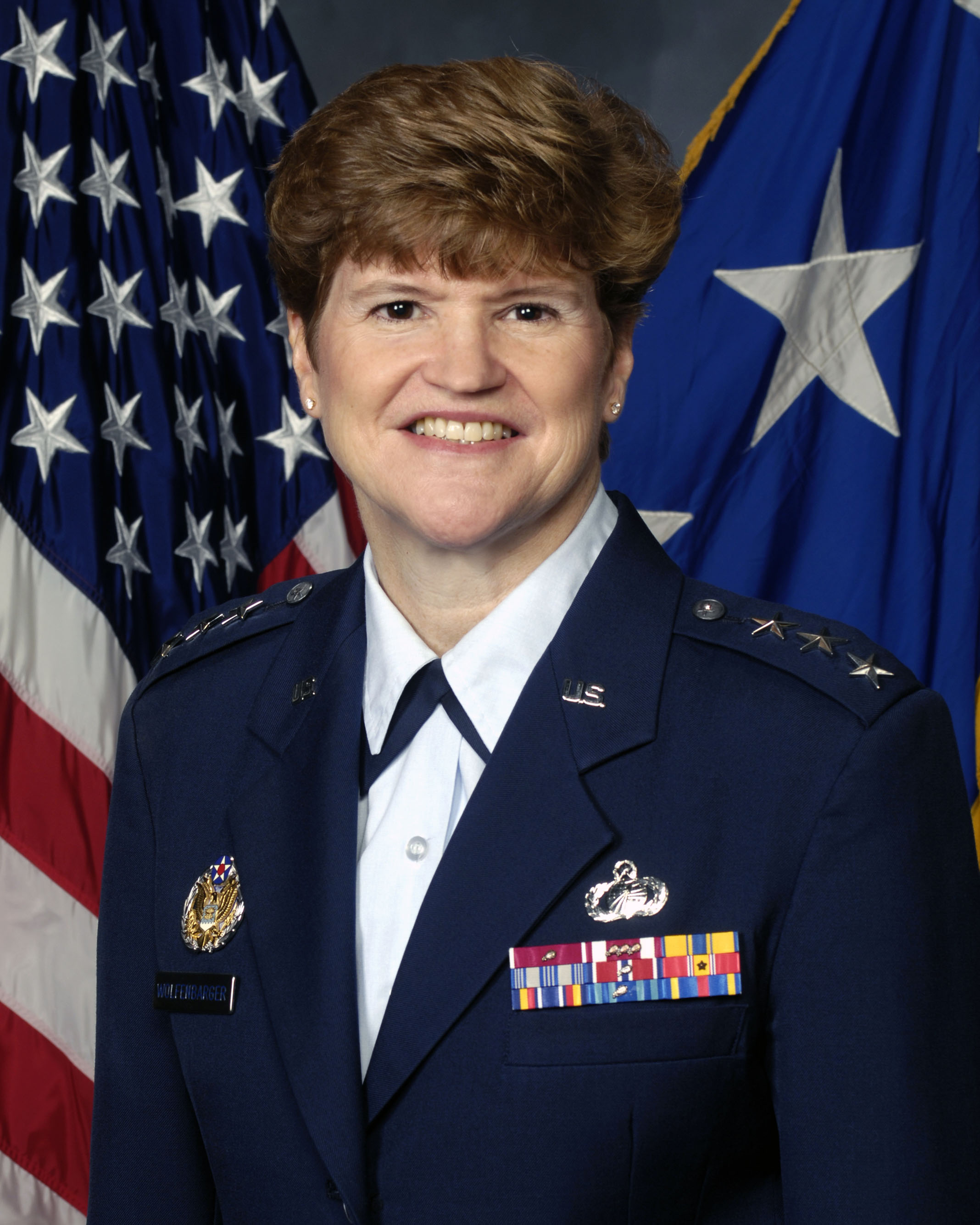
米空軍資材コマンドの副司令官であり、アメリカ空軍では最高位（2010年1月1日時点）にある女性、ジャネット・C・ウルフエンバーガー大将 （四つ星階級章）、ビーバークリークの出身であり、1976年にビーバークリーク高校を卒業した

市内にはパブリック・アクセステレビのケーブルテレビ・チャンネルがあり、公的な会合は生で視聴でき、かつ後刻に録画を見ることもできる。計画委員会の会合は毎月第1水曜日、市政委員会の会合は毎月第2および第4月曜日に開催される。

## 学校と図書館
ビーバークリーク市教育学区には小学校5校、中学校2校、高校1校が入っている。
現在、教育学区は生徒数の増大に対応して歳入を増加させる方法を研究中である。2008年11月4日、住民投票で8,400万ドルの債券発行が了承され、それで小学校と中学校各1校を建設し、学区全体の校舎を改修する。市内ではグリーン郡公共図書館の支所を利用できる。

## インフラなど
- インドゥ・アンド・ラジ・ソイン医療センター、2012年に開業した最新式総合病院、院名は地域の慈善事業家から採られた。
- モール・アット・フェアフィールド・コモンズ、1993年オープンしたショッピングセンター、ライト・パターソン空軍基地に近く、140以上の店舗が入っている。